# Entitatea
Entitatea (The Entity) este un film din 1982 regizat de Sidney J. Furie, cu Barbara Hershey, Ron Silver în rolurile principale. Scenariul este de Frank De Felitta, care și-a adaptat romanul din 1978 cu același nume.  

## Prezentare
Barbara Hershey interpretează rolul unei mame singure din Los Angeles, care este violată și chinuită de un atacator invizibil.

## Distribuție
- Barbara Hershey - Carla Moran
- Ron Silver - Dr. Phil Sneiderman
- David Labiosa - Billy Moran
- George Coe - Dr. Weber
- Margaret Blye - Cindy Nash
- Jacqueline Brookes - Dr. Elizabeth Cooley
- Michael Alldredge - George Nash
- Alex Rocco - Jerry Anderson
- Allan Rich - Dr. Walcott
- Richard Brestoff - Gene Kraft
- Raymond Singer - Joe Mehan
- Natasha Ryan - Julie Moran
- Melanie Gaffin - Kim Moran